# Nördsjön, Jämtland
Nördsjön är en sjö i Strömsunds kommun i Jämtland och ingår i Ångermanälvens huvudavrinningsområde. Sjön har en area på 0,214 kvadratkilometer och ligger 377,1 meter över havet. Sjön avvattnas av vattendraget Klövån.

## Delavrinningsområde
Nördsjön ingår i det delavrinningsområde (709540-148814) som SMHI kallar för Inloppet i Klövsjön. Medelhöjden är 409 meter över havet och ytan är 15,27 kvadratkilometer. Det finns inga avrinningsområden uppströms utan avrinningsområdet är högsta punkten. Klövån som avvattnar avrinningsområdet har biflödesordning 3, vilket innebär att vattnet flödar genom totalt 3 vattendrag innan det når havet efter 209 kilometer. Avrinningsområdet består mestadels av skog (86 procent). Avrinningsområdet har 0,21 kvadratkilometer vattenytor vilket ger det en sjöprocent på 1,4 procent.